# Cầu Câu Lâu
Cầu Câu Lâu là tên của hai cây cầu đường bộ bắc qua sông Thu Bồn trên Quốc lộ 1, nối liền thị xã Điện Bàn và huyện Duy Xuyên, tỉnh Quảng Nam, Việt Nam.

## Lịch sử
Cầu Câu Lâu cũ được xây dựng từ thời Pháp thuộc, còn được người dân địa phương còn gọi là cầu Mống. Ca dao xứ Quảng có câu:
| “ | Bao giờ Cầu Mống gãy đôi Sông Thu hết nước, em thôi thương chàng | ” |

Đến năm 1963, cầu bị hư hỏng, gãy đổ nên được chính quyền Việt Nam Cộng hòa cho xây lại.
Sau một thời gian dài sử dụng, cầu đã xuống cấp, tải trọng hạn chế nên cầu Câu Lâu mới nằm về phía hạ lưu được triển khai xây dựng. Cầu mới có chiều dài 1.056 m, chiều rộng 14 m, gồm bốn làn xe. Công trình được đưa vào sử dụng từ ngày 16 tháng 3 năm 2004.